# Подскарбиці-Крулевські
Подскарбиці-Крулевські (пол. Podskarbice Królewskie) — село в Польщі, у гміні Реґнув Равського повіту Лодзинського воєводства.
Населення — 108 осіб (2011).
У 1975-1998 роках село належало до Скерневицького воєводства.

## Демографія
Демографічна структура станом на 31 березня 2011 року:
|          | Загалом | Допрацездатний вік | Працездатний вік | Постпрацездатний вік |
| -------- | ------- | ------------------ | ---------------- | -------------------- |
| Чоловіки | 53      | 11                 | 33               | 9                    |
| Жінки    | 55      | 9                  | 30               | 16                   |
| Разом    | 108     | 20                 | 63               | 25                   |